# 20403 Attenborough
20403 Attenborough este un asteroid din centura principală de asteroizi.

## Descriere
20403 Attenborough este un asteroid din centura principală de asteroizi. A fost descoperit pe 22 iulie 1998 la Reedy Creek de John Broughton. Asteroidul prezintă o orbită caracterizată de o semiaxă mare de 2,98 ua, o excentricitate de 0,09 și o înclinație de 11,6° în raport cu ecliptica.